# Rock in Rio (1985)
A primeira edição do Rock in Rio ocorreu entre 11 e 20 de janeiro de 1985 na antiga Cidade do Rock, localizada em Jacarepaguá, Zona Oeste do Rio de Janeiro. O festival durou 10 dias, com um total de 1 milhão e 380 mil espectadores. Segundo o idealizador do festival, o empresário e publicitário brasileiro Roberto Medina, foram gastos cerca de 11 milhões de dólares na organização do evento.
O festival foi responsável por convencer gravadoras, empresários musicais e a imprensa de que o rock era um mercado rico ainda a ser explorado, e também fez o Brasil ser mais incluído em turnês internacionais.
O show do Barão Vermelho no dia 15 de janeiro, foi lançado em CD e LP em 1992, com o título Barão Vermelho ao Vivo, e relançado em CD e DVD em 2007 com o título Rock in Rio 1985: Barão Vermelho, com som e imagem remasterizados. Já o show dos Paralamas do Sucesso no dia 16 de janeiro, também foi lançado em CD e DVD em 2007, também com som e imagens remasterizados.

## Atrações
Os artistas estão listados em ordem correta, da primeira à última da noite. O Whitesnake foi uma adição de última hora para substituir o Def Leppard, que em novembro de 1984 cancelou sua participação devido a atrasos na gravação do álbum Hysteria, que seria lançado somente em 1987. Em 31 de dezembro do mesmo ano, o baterista Rick Allen sofreu um grave acidente que levou à amputação do seu braço esquerdo.
| Artista                       | Nacionalidade               |
| 11 de janeiro (sexta-feira)   | 11 de janeiro (sexta-feira) |
| ----------------------------- | --------------------------- |
| Ney Matogrosso                | Brasil                      |
| Erasmo Carlos                 | Brasil                      |
| Baby do Brasil e Pepeu Gomes  | Brasil                      |
| Whitesnake                    | Reino Unido                 |
| Iron Maiden                   | Reino Unido                 |
| Queen                         | Reino Unido                 |
| 12 de janeiro (sábado)        |                             |
| Ivan Lins                     | Brasil                      |
| Elba Ramalho                  | Brasil                      |
| Gilberto Gil                  | Brasil                      |
| Al Jarreau                    | Estados Unidos              |
| James Taylor                  | Estados Unidos              |
| George Benson                 | Estados Unidos              |
| 13 de janeiro (domingo)       |                             |
| Os Paralamas do Sucesso       | Brasil                      |
| Lulu Santos                   | Brasil                      |
| Blitz                         | Brasil                      |
| The Go-Go's                   | Estados Unidos              |
| Nina Hagen                    | Alemanha                    |
| Rod Stewart                   | Reino Unido                 |
| 14 de janeiro (segunda-feira) |                             |
| Moraes Moreira                | Brasil                      |
| Alceu Valença                 | Brasil                      |
| George Benson                 | Estados Unidos              |
| James Taylor                  | Estados Unidos              |
| 15 de janeiro (terça-feira)   |                             |
| Kid Abelha                    | Brasil                      |
| Eduardo Dussek                | Brasil                      |
| Barão Vermelho                | Brasil                      |
| Scorpions                     | Alemanha                    |
| AC/DC                         | Austrália                   |
| 16 de janeiro (quarta-feira)  |                             |
| Os Paralamas do Sucesso       | Brasil                      |
| Moraes Moreira                | Brasil                      |
| Rita Lee                      | Brasil                      |
| Ozzy Osbourne                 | Reino Unido                 |
| Rod Stewart                   | Reino Unido                 |
| 17 de janeiro (quinta-feira)  |                             |
| Alceu Valença                 | Brasil                      |
| Elba Ramalho                  | Brasil                      |
| Al Jarreau                    | Estados Unidos              |
| Yes                           | Reino Unido                 |
| 18 de janeiro (sexta-feira)   |                             |
| Kid Abelha                    | Brasil                      |
| The B-52s                     | Estados Unidos              |
| Lulu Santos                   | Brasil                      |
| Eduardo Dussek                | Brasil                      |
| The Go-Go's                   | Estados Unidos              |
| Queen                         | Reino Unido                 |
| 19 de janeiro (sábado)        |                             |
| Baby do Brasil e Pepeu Gomes  | Brasil                      |
| Whitesnake                    | Reino Unido                 |
| Ozzy Osbourne                 | Reino Unido                 |
| Scorpions                     | Alemanha                    |
| AC/DC                         | Austrália                   |
| 20 de janeiro (domingo)       |                             |
| Erasmo Carlos                 | Brasil                      |
| Barão Vermelho                | Brasil                      |
| Gilberto Gil                  | Brasil                      |
| Blitz                         | Brasil                      |
| Nina Hagen                    | Alemanha                    |
| The B-52s                     | Estados Unidos              |
| Yes                           | Reino Unido                 |